# Pod prikritie
Pod prikritie (v bulharském originále Под прикритие) je bulharský kriminálně-dramatický televizní seriál, který byl vysílán v letech 2011–2016. Tento snímek ukazuje realistický a moderní pohled na kriminální svět Bulharska. Série odhaluje do podrobnosti psychologii zločinu a ukazuje skutečný život v mafií a v policií. Poprvé diváci porozumí tomu, jak se stane z člověka zločinec, a to, co se skrývá za zjevnou krutostí a bezohledností. Příběhy ve filmu jsou čerpány ze skutečných událostí, které se udaly v posledních letech v Bulharsku. 
Bylo oznámeno, že New Films International bude distribuovat tento televizní seriál mezinárodně.